# Apomecyna paraguttifera
Apomecyna paraguttifera är en skalbaggsart som beskrevs av Stefan von Breuning 1977. Apomecyna paraguttifera ingår i släktet Apomecyna och familjen långhorningar. Inga underarter finns listade i Catalogue of Life.